# LAST ANTHEM
LAST ANTHEM（ラスト・アンセム）は、1992年にANTHEMがリリースしたライブ・アルバムである。

## 概要
1992年7月10日に日清パワーステーションで行われた解散ライブを収録している。
本作品のミキシングやマスタリングに柴田直人が関わることは一切なかった。
柴田直人の意向により長らく再発されなかったが、デビュー30周年を記念した『30TH ANNIVERSARY OF NEXUS YEARS LIMITED COLLECTOR'S BOX』で初再発化された。

## 収録曲
1. SHOUT IT OUT!
2. VENOM STRIKE
3. GYPSY WAYS（WIN, LOSE OR DRAW）
4. NIGHT AFTER NIGHT
5. BLINDED PAIN
6. HEADSTRONG
7. BOUND TO BREAK
8. HUNTING TIME
9. TIGHTROPE DANCER
10. WARNING ACTION!
11. WILD ANTHEM

## 参加メンバー
- 柴田直人：ベース
- 森川之雄：ボーカル
- 清水昭男：ギター
- 大内貴雅：ドラム